# Værslev Station
Værslev Station var en dansk jernbanestation lidt nord for landsbyen Værslev.

## Historie
Værslev fik station på Nordvestbanen, der blev indviet 30. december 1874, og blev jernbaneknudepunkt, da Slagelse-Værslev-banen blev indviet 30. april 1898. Disse to strækninger blev drevet af DSB.
Stationen blev lukket i 1964-65 og er i dag kun teknisk krydsningsstation. Persontrafikken Høng-Værslev og godstrafikken Gørlev-Værslev blev indstillet 23. maj 1971, mens Slagelse-Høng nu drives sammen med Høng-Tølløse Jernbane.
Stationsbygningen, der var tegnet af arkitekt A. Ahrens, blev nedrevet i 1973.

### Hørve-Værslev
Privatbanen Hørve-Værslev Jernbane (HVJ) blev indviet 6. maj 1919. Den havde i Værslev egen drejeskive og ensporet remise med overnatningsmulighed for togpersonalet, men der var ikke vandforsyning til lokomotiverne. Det klarede man i Hørve, da vandet i Værslev var uegnet. DSB varetog også stationstjenesten for privatbanen, men lukkede for ekspedition af rejsende og gods i 1955, så HVJ måtte sælge billetter i togene, indtil denne bane blev nedlagt 31. december 1956. HVJ's remise blev solgt til en fabrikant, men nedrevet o. 1970.